# 汉风秋月2018中秋晚会
《汉风秋月2018中秋晚会》，是中國北京卫视、东方卫视、陕西卫视及凤凰卫视在2018年农历八月十五中秋节举办的大型节日晚会。晚會主持人由四大卫视派出曹可凡、刘婧、李科夫、刘芳等擔綱主持，还邀请了来自两岸三地的诸多重量级嘉宾参与演出，力求为全球华人观眾带来一场情浓四海的中秋盛宴，传递和表达更深厚的中国传统文化、更广阔的国际视野和更浓情的团圆思念。

## 播出时间
| 所在地   | 电视台                              | 播出日期及时间      |
| -------- | ----------------------------------- | ------------------- |
| 中国大陆 | 北京卫视 东方卫视 陕西卫视 凤凰卫视 | 2018年9月24日晚播出 |

## 节目背景
明月千里寄相思，由北京卫视、东方卫视、陕西卫视、凤凰卫视首度联手制作的《汉风秋月——2018中秋晚会》在9月15日晚上汉中兴汉新区核心景区“兴汉胜境”的汉源湖上录制。整台晚会亮点多、跨度大、形式新、演员阵容强大，力求为全球华人带来一场情浓四海的中秋盛宴，传递和表达更深厚的中国传统文化、更广阔的国际视野和更浓情的团圆思念。
是次晚会在实景山水中着力体现出惟美大气、亲情浪漫的“全民秋晚”理念，通过篇章式结构、新歌加经典的歌会形式，以全明星阵容、多种艺术形式营造全新视觉冲击，深化中秋佳节亲情、团圆、思念的独特内涵。

## 制作团队
在此次晚会的制作团队方面，是由曾打造G20峰会文艺演出、韩国平昌冬奥会8分钟接旗仪式、青岛上合峰会灯光焰火文艺表演等重大演出活动的著名制作人沙晓岚担任总制作、曾执导央视春晚并连获10届中国电视“星光奖”的著名导演王冼平担任总导演、著名导演姜钢担任执行总导演。

## 特色
除了震撼的舞台效果、超强的明星阵容以及导演制作团队，《汉风秋月——2018中秋晚会》的亮点节目也各具特色。晚会伊始500架无人机腾空而起，汉宫主殿、水上栈道、中央舞台及战船上的鼓阵依次擂响，表演气势磅礴，“大汉雄风”扑面而来。陕西籍音乐人曹轩宾一曲《别君叹》，用陕西方言将“渭城朝雨浥轻尘”全诗娓娓道来；著名青年舞蹈艺术家骆文博在水中映月的场景中，手持荷叶翩翩起舞；著名京剧梅派传人胡文阁带来的京歌《汉宫秋月》，打破时空界限，在汉代宫女与西方芭蕾的穿梭中将西方古典艺术与东方古典艺术进行了有机的结合，完成了一场东西方文化的对话与碰撞。

## 节目单
- 此节目单为东方卫视播出版本，如有改动以实际播出为准。
- 北京卫视、陕西卫视、凤凰卫视的节目内容、顺序与东方卫视播出版本有所不同，以实际播出为准。

| 出场序 | 演唱                                                                     | 曲目/节目                        | 备注   |
| 1      | 吉林市歌舞团、天汉传奇演员                                               | 鼓乐表演《大汉鼓乐》             | 开场秀 |
| 2      | 张信哲                                                                   | 歌曲《白月光》                   |        |
| 3      | 张信哲                                                                   | 歌曲《爱如潮水》                 |        |
| 4      | 谭维维                                                                   | 歌曲《灯塔》                     |        |
| 5      | 领舞：骆文博 表演者：吉林市歌舞团、天汉传奇演员                          | 舞蹈《荷花舞》                   |        |
| 6      | 杨宗纬                                                                   | 歌曲《越过山丘》                 |        |
| 7      | 杨宗纬                                                                   | 歌曲《一次就好》                 |        |
| 8      | 徐千雅 表演者：吉林市歌舞团、天汉传奇演员                                | 歌曲《丝绸之路》                 |        |
| 9      | 平安                                                                     | 歌曲《我爱你中国》               |        |
| 10     | 曹轩宾 古琴演奏：朱朝琪                                                  | 歌曲《别君叹》                   |        |
| 11     | 李宇春                                                                   | 歌曲《下个路口见》               |        |
| 12     | 李宇春                                                                   | 歌曲《流行》                     |        |
| 13     | 宫政 表演者：吉林市歌舞团                                                | 歌曲《静夜思》(选自舞剧《李白》) |        |
| 14     | 诗朗诵：陈铎、古筝、袁莎 大提琴：刘羿辰、刘耀阳、徐锐、李翰启、苗家瑞    | 器乐·诗朗诵《春江花月夜》        |        |
| 15     | 杨钰莹 表演者：吉林市歌舞团                                              | 歌曲《轻轻地告诉你》             |        |
| 16     | 杨钰莹                                                                   | 歌曲《心雨》                     |        |
| 17     | 佘诗曼                                                                   | 歌曲《没那么简单》               |        |
| 18     | 胡文阁 舞蹈演出：天津歌舞剧院芭蕾舞团 表演者：吉林市歌舞团、天汉传奇演员 | 《汉宫秋月》                     |        |
| 19     | 张杰                                                                     | 歌曲《天上掉下个林妹妹》         |        |
| 20     | 表演者：师鹏、陈燕妮、汉中精准扶贫小学生、吉林市歌舞团                   | 歌曲《有爱最美丽》               |        |
| 21     | 韩磊                                                                     | 歌曲《千年后的我》                 |        |
| 22     | 韩磊                                                                     | 歌曲《不忘初心》                 |        |

## 收視率
| 中国 首播收视率 |               |        |          |        |           |           |           |
| 頻道            | 首播日期      | CSM52  | CSM52    | CSM52  | CSM全国网 | CSM全国网 | CSM全国网 |
| 頻道            | 首播日期      | 收视率 | 市场份额 | 排名   | 收视率    | 市场份额  | 排名      |
| 東方衛視        | 2018年9月24日 | 0.467  | 1.802    | 7      | 0.23      | 0.96      | 15        |
| 北京衛視        | 2018年9月24日 | 0.429  | 1.814    | 8      | 0.25      | 1.2       | 12        |
| 陝西衛視        | 2018年9月24日 | 未上榜 | 未上榜   | 未上榜 | 未上榜    | 未上榜    | 未上榜    |

1. 资料来源：卫视这些事儿、卫视小露电，调查范围为四岁以上观众。